# Hans-Jörg Criens
Hans-Jörg Criens (eigentlich Hans-Georg Criens, * 18. Dezember 1960 in Neuss; † 26. Dezember 2019 in Mönchengladbach) war ein deutscher Fußballspieler.

## Karriere als Spieler
Bis 1981 spielte Criens für den VfR Neuss. Zwischen 1981 und 1993 war er als Stürmer bei Borussia Mönchengladbach unter Vertrag, davon viele Jahre als Mannschaftskapitän. Sein früherer Trainer Wolf Werner nannte ihn „ein begnadetes Talent“. Im Verlauf der Spielzeit 1993/94 wechselte Criens zum 1. FC Nürnberg, mit dem er 1994 aus der Fußball-Bundesliga abstieg.
Insgesamt absolvierte er 303 Spiele in der Fußball-Bundesliga und erzielte 94 Tore, 92 davon für Borussia Mönchengladbach. Damit war er hinter Jupp Heynckes und Herbert Laumen der dritterfolgreichste Torjäger für Borussia Mönchengladbach in der Bundesliga.
Der dritte Platz mit der Borussia in der Saison 1983/84 war der größte Erfolg des Kopfballspezialisten. Außerdem stand er 1984 (Niederlage nach Elfmeterschießen gegen den FC Bayern München) und 1992 (Mannschaftskapitän; Niederlage nach Elfmeterschießen gegen Hannover 96) mit der Borussia im Finale des DFB-Pokals. International erreichte er mit der Borussia in der Saison 1986/87 das Halbfinale des UEFA-Pokals (0:0, 0:2 gegen Dundee United) und absolvierte am 25. März 1987 in Tel Aviv beim 2:1-Sieg gegen die B-Auswahl Israels ein Länderspiel für die Olympia-Auswahlmannschaft des DFB.
Der damals 23-jährige Nachwuchsstürmer Hans-Jörg Criens wurde 1984 im DFB-Pokal-Halbfinale gegen Werder Bremen bei einem Spielstand von 3:3 von Trainer Jupp Heynckes nach einem packenden Spiel kurz vor Ende der regulären Spielzeit in der 82. Minute eingewechselt.
Binnen weniger Minuten erzielten die Bremer durch Uwe Reinders das 3:4, und die Borussia glich durch Hans-Jörg Criens in der Nachspielzeit (90 + 5. Minute) zum 4:4 aus, nachdem das Tor von Wilfried Hannes für die Borussia in der 88. Minute nicht anerkannt worden war.
Als es zur Verlängerung kam, erzielte Hans-Jörg Criens in der 107. Minute, nachdem beide Mannschaften mehrere Torchancen hatten, das 5:4 für die Borussia und ermöglichte dem VfL somit den Einzug ins DFB-Pokal-Finale. Danach erhielt Criens vom TV-Reporter Heribert Faßbender den Namen „der Joker“. Criens machte zunächst als effizienter Einwechselspieler auf sich aufmerksam, bevor er sich bei Borussia Mönchengladbach als Stammkraft etablierte und schließlich Mannschaftskapitän wurde. 14 seiner 92 Treffer für die „Fohlenelf“ erzielte er nach Einwechslung.
Nach seinem Vertragsende beim 1. FC Nürnberg 1995 war Criens als aktiver Fußballer in unteren Spielklassen weiter aktiv, ehe er im Sommer 2002 endgültig seine Laufbahn beendete.

## Nach der aktiven Zeit
Nach seiner aktiven Zeit spielte Criens noch gelegentlich in der Traditionsmannschaft Weisweiler-Elf von Borussia Mönchengladbach. Ein 2009 erlittener Achillessehnenriss setzte ihn dabei zwischenzeitlich außer Gefecht.
Criens bestritt seinen Lebensunterhalt zeitweilig als Handelsvertreter in der Fertighausbranche und tageweise als Außendienstmitarbeiter. Von 1996 bis 2012 trainierte er verschiedene unterklassige Mannschaften am Niederrhein, so zum Beispiel den SC Waldniel, Schwarz-Weiß Elmpt und die Damenmannschaft von TuRa Brüggen. Er war zuletzt als Fahrer bei einem Unternehmen für Krankentransporte von Dialysepatienten und Menschen mit Behinderung tätig.
Von 2001 bis 2007 war Criens mit der Sängerin Iris Remmertz von der Gruppe Wind verheiratet. Danach war er mit der Reiseverkehrskauffrau Simone Reiners liiert.
Criens, der in Windberg lebte, starb am 2. Weihnachtstag 2019 in Mönchengladbach an einem Herzinfarkt. Seine Urne befindet sich nach der Bestattung im Januar 2020, bei der zahlreiche seiner sportlichen Wegbegleiter zugegen waren, in der Krypta der Grabeskirche St. Elisabeth im Mönchengladbacher Stadtteil Eicken. Er hinterließ seine Lebensgefährtin und seinen Sohn.

## Einzelbelege
1. ↑  Achim Müller: Tragödie an Weihnachten Gladbach-Legende – Hans-Jörg Criens mit 59 Jahren verstorben. In: gladbachlive, 26. Dezember 2019, abgerufen am 25. Juli 2023.
2. ↑  Meine Traumelf – Wolf Werner In: meine-traumelf.de, 13. April 2018. Abgerufen am 27. Dezember 2019.
3. ↑  Matthias Arnhold: Hans-Jörg Criens – Matches and Goals in Bundesliga. Rec.Sport.Soccer Statistics Foundation, 24. Juli 2014, abgerufen am 6. August 2014.
4. ↑  Peter Ahrens: Der Joker. In: Spiegel Online, 27. Dezember 2019. Abgerufen am 27. Dezember 2019.
5. ↑  Karsten Kellermann: Hans-Jörg Criens ist Borussias berühmteste 14. In: Rheinische Post, 1. Januar 2014. Abgerufen am 27. Dezember 2019.
6. ↑  Süddeutsche Zeitung: Abschied vom Joker. Abgerufen am 1. Januar 2020.
7. ↑  Borussia trauert um Hans-Jörg Criens. Meldung auf der Website von Borussia Mönchengladbach, 27. Dezember 2019. Abgerufen am 27. Dezember 2019.
8. 1 2  Michael Ryberg: Gladbacher Hans-Jörg Criens war der erste Fußball-Joker. In: Westdeutsche Allgemeine Zeitung, 14. Dezember 2015. Abgerufen am 17. August 2018.
9. 1 2  Johannes Ehrmann: Wie geht's eigentlich…? Hans-Jörg Criens (50) In: Tagesspiegel, 10. März 2011. Abgerufen am 27. Dezember 2019.
10. ↑  Iris Remmertz (Sängerin der Musikgruppe 'Wind'), Lebensgefährte. Foto 180579370 bei gettyimages.de. Abgerufen am 27. Dezember 2019.
11. ↑  Jochen Schmitz: Was Jupp Heynckes zum Tod von Hans-Jörg Criens sagt. In: Westdeutsche Zeitung, 27. Dezember 2019, abgerufen am 25. Juli 2023.
12. ↑  Borussia trauert um Hans-Jörg Criens. Borussia Mönchengladbach, 27. Dezember 2019, archiviert vom Original (nicht mehr online verfügbar) am 28. Dezember 2019; abgerufen am 18. Dezember 2020.
13. ↑  Karsten Kellermann: Borussen nehmen Abschied von Hans-Jörg Criens. In: Rheinische Post, 24. Januar 2020, abgerufen am 25. Juli 2023.

| Personendaten    | Personendaten                    |
| ---------------- | -------------------------------- |
| NAME             | Criens, Hans-Jörg                |
| ALTERNATIVNAMEN  | Criens, Hans-Georg (Geburtsname) |
| KURZBESCHREIBUNG | deutscher Fußballspieler         |
| GEBURTSDATUM     | 18. Dezember 1960                |
| GEBURTSORT       | Neuss                            |
| STERBEDATUM      | 26. Dezember 2019                |
| STERBEORT        | Mönchengladbach                  |